# ابو همامه، حمص
ابو همامه (به عربی: أبو همامة) یک روستا در سوریه است که در الرستن واقع شده‌است. ابو همامه ۲۵۵ نفر جمعیت دارد.